# كريستال لويس
كريستال لويس (بالإنجليزية: Crystal Lewis)‏ هي مغنية أمريكية، ولدت في 11 سبتمبر 1969 في كورونا في الولايات المتحدة.

## وصلات خارجية
- الموقع الرسمي
- كريستال لويس على موقع IMDb (الإنجليزية)
- كريستال لويس على موقع ميوزك برينز (الإنجليزية)
- كريستال لويس على موقع أول ميوزيك (الإنجليزية)
- كريستال لويس على موقع ديسكوغز (الإنجليزية)
- كريستال لويس على موقع قاعدة بيانات الفيلم (الإنجليزية)